# Volley-ball aux Jeux paralympiques
Le volley-ball aux Jeux paralympiques est une épreuve paralympique ,,,, qui est un dérivé du volley-ball. 
Il y a deux disciplines :
- Le volley-ball assis : d'abord comme sport de démonstration en 1976, le tournoi masculin est présent depuis cette date ; le tournoi féminin est intégré à partir de 2004.
- Le volley-ball debout : le tournoi masculin est présent de de 1976 à 2000 ; il est supprimé en 2004 pour intégrer la compétition féminine de volley assis.